# Upplands runinskrifter Fv1979;243A
Upplands runinskrifter Fv1979;243A är ett vikingatida runstensfragment av sandsten i Husby-Sjuhundra kyrka, Husby-Sjuhundra socken och Norrtälje kommun. Fragmentet är 25 gånger 18 stort och 5 centimeter tjockt. Runhöjden är 5-6 centimeter. Fragmentet omnämns först av Richard Dybeck. Det uppges då ha funnits på skolgården, nära kyrkan, och vara nyfunnet. Fragmentet verkar efter det ha försvunnit och en del av det återfanns 1948. U FV1979;243 A förvaras i Husby-Sjuhundra kyrka.

## Inskriften
Translitterering av runraden:
... [efti](ʀ) brun...
Normalisering till runsvenska:
... æftiʀ Brun[a](?)
Översättning till nusvenska:
... efter Brune(?)...